# 2399 Terradas
2399 Terradas (1971 MA) là một tiểu hành tinh vành đai chính phát hiện ngày 17 tháng 06 năm 1971 bởi Carlos Ulrrico Cesco từ El Leoncito. Nó có tên theo tên Esteban Terradas i Illa (1883-1950), nhà toán học và giáo sư Tây Ban Nha ở các đại học thuộc Zaragoza, Barcelona và Madrid.